# Ravensberg (heuvel)
De Ravensberg is een heuvel in Frans-Vlaanderen gelegen langs de Rue de Neuve Église bij het buitenrijden van de bebouwde kom van Belle (Bailleul). De weg wordt er aangeduid als Lieu dit le Ravensberg. Net na de top ligt de grens met Heuvelland in de Belgische provincie West-Vlaanderen. De naam is afgeleid van 's-Gravensberg.
Net over de grens links komt de Zwarte Molen omhoog.
De Ravensberg is een onderdeel van de zogenaamde zuidelijke heuvelkam in het Heuvelland, deze bestaat daarnaast uit de Zwarte Molen, De Walletjes en de Helling van Nieuwkerke. Ten zuiden van deze heuvelkam bevindt zich het stroomgebied van de Leie, ten noorden van deze heuvelkam ligt de centrale heuvelkam waar onder andere de Kemmelberg deel van uitmaakt. Tussen de zuidelijke en centrale heuvelkam ligt het riviertje de Douve. Alles ten zuiden van de centrale heuvelkam stroomt naar de Leie, alles ten noorden van deze heuvelkam naar de IJzer.

## Wielrennen
De helling wordt in 2017 voor het eerst beklommen in Gent-Wevelgem, alsook in 2018. De helling was opgenomen in de eerste versie van de rode lus in de Gent-Wevelgemroute.